# Michaela Erler
Michaela Erler född 29 juni 1965 i Berlin är en före detta tysk handbollsspelare. Hon blev världsmästare med det tyska landslaget 1993. Hon spelade som mittsexa.

## Karriär
Michaela Erler började spela handboll i Berlin vid sju års ålder. Den första klubben i hennes karriär var TSV Tempelhof, sedan följde under ungdomsåren Blau-Weiß Berlin, Reinickendorfer Füchse, TSV GutsMuths Berlin. 
Seniorkarriären började i VfL Engelskirchen (1984-1988). Med VfL Engelskirchen vann hon tyska cupen 1986 och 1988. Karriären fortsatte i  Bayer Leverkusen 1988 -1993 där hon vann tyska cupen för tredje gången 1991. Hon spelade därefter TuS Walle Bremen 1993 -1995  där hon vann cuptitlarna nr 4 och 5 1994 och 1995.  Hon avslutade karriären i Borussia Dortmund 1996 - 2003 och vann med klubben sin sjätte cuptitel. År 2003 tillkännagav hon sin pensionering från aktiv tävlingsidrott. Hon spelar ibland för Bundesligas all-star-lag i vänskapsmatcher för välgörande ändamål eller för jubileum i olika klubbar. Med TuS Walle Bremen vann hon cupvinnarcupen i handboll 1994. Hon blev också tysk mästare med klubben 1994, 1995 och 1996.
Vid VM 1990 gjorde Michaela Erler sin mästerskapsdebut och var med och förlorade bronsmatchen mot Östtyskland. Erler spelade vid OS i Barcelona  då Tyskland var favoriter i turneringen men fick nöja sig med en fjärdeplats. Michaela Erler främsta merit var då hon blev världsmästare med det tyska laget i Norge 1993. Året efter blev hon silvermedaljör vid EM 1994. Hon tog ytterligare en medalj med ett VM bron 1997. Med 285 landskamper spelade Michaela Erler näst flest matcher för det tyska landslaget och hon stod för 690 mål. Hon meddelade 1998 att hon skulle sluta spela för landslaget. Tyskland måste ha spelat extremt många landskamper under 1990-talet då en spelare på cirka 10 år kom upp över 280 landskamper.

## Individuella utmärkelser
- Årets handbollsspelare i Tyskland 1995 och 1996